# Paraxantia bicornis
Paraxantia bicornis är en insektsart som beskrevs av Liu, C. och Kang 2009. Paraxantia bicornis ingår i släktet Paraxantia och familjen vårtbitare. Inga underarter finns listade i Catalogue of Life.